# Richtlinien für eine nationale Wiedervereinigung
Die Richtlinien für eine nationale Wiedervereinigung (chinesisch 國家統一綱領 / 国家统一纲领, Pinyin Guójiā Tǒngyī Gānglǐng) wurden vom Nationalen Wiedervereinigungsrat der Republik China auf Taiwan entwickelt, sie sollen eine mögliche Wiedervereinigung mit der Volksrepublik China regeln. Sie wurden vom Exekutiv-Yuan am 23. Februar 1991 unterzeichnet und bestätigt. Die Richtlinien umfassen drei Schritte des Prozesses einer Wiedervereinigung.
Die Richtlinien erklären beide Seiten der Taiwan-Straße als chinesisches Territorium, was auf dem Konsens von 1992 und den Wang-Koo Gesprächen basiert. Der erste Schritt soll ein größerer Austausch jeglicher Art sein. Im zweiten Schritt sollen die „drei Verbindungen“ geöffnet werden, welche die Postwege, die Transportwege und den Handel umfassen. Des Weiteren sollen in diesem Schritt hochrangige Personen das jeweilige Land für gleichwertige Verhandlungen besuchen. Der letzte Schritt verlangt für beide Seiten eine beratende Organisation, die einen konstitutionellen Vertrag erarbeitet für eine Wiedervereinigung mit den Werten „Demokratie, Freiheit und ein wohlhabendes China“.
Mit seinem Versprechen der „Fünf Nein“ hat der ehemalige Präsident (2000–2008) der Republik Chen Shui-bian den Eid abgelegt, nicht gegen die Richtlinien für die Wiedervereinigung zu verstoßen oder dem Nationalen Wiedervereinigungsrat zuwiderzuhandeln, auch wenn seine Partei, die pan-grüne DPP, sich für eine Sezession einsetzt. In seiner Neujahres-Ansprache am 29. Januar 2006 beabsichtigte er jedoch gegen beides zu verstoßen. Am 27. Januar desselben Jahres erklärte er, dass die Richtlinien und der Wiedervereinigungsrat aufgehoben werden sollen. Die Vereinigten Staaten warnten Chen vor diesem Schritt, verurteilten ihn jedoch nicht, da das „Aufheben“ (engl.: abolish) keine Veränderung des Status quo darstellt. Dennoch war die Volksrepublik China dementsprechend aufgebracht und warnte, dass Chen „Unheil über die taiwanesische Gesellschaft bringen wird“. Die pan-blaue Koalition befand diesen Schritt ebenfalls als unnötig provokativ und empfahl ihm, sich auf innenpolitische Themen wie die wachsende Arbeitslosenzahl und Suizidrate zu konzentrieren. Dies wurde von Demonstrationen begleitet, die von der pan-blauen Koalition organisiert worden sind. Einige Gesetzgeber initiierten eine Petition, um Chen anzuklagen. Chen verteidigte seine Politik als Antwort auf die militärische Gefahr, die China auf Taiwan ausübt, dessen Argument von der Opposition, der pan-blauen KMT, akzeptiert und aufgenommen wird.